# Traité de Shimonoseki
Le traité de Shimonoseki, aussi connu sous le nom de traité de Maguan en Chine, a été signé à Shimonoseki le 17 avril 1895 entre l'empire du Japon et la Dynastie Qing, mettant fin à la guerre sino-japonaise de 1894-1895. Il fait partie, selon le point de vue chinois uniquement, des traités inégaux imposés par des pays étrangers et négociés pour la Chine par Li Hongzhang (李鸿章) sous l'empereur Guangxu (le Japon avait, lui aussi, été contraint d'accepter des traités inégaux, ce qui avait entraîné la chute du shogunat Tokugawa et la restauration de l'empereur, c'est-à-dire le début de l'ère Meiji).
La Chine dû céder au Japon, Taiwan et ses îles environnantes, les Pescadores, la presqu'île du Liaodong (anciennement Liao-Toung) avec Port-Arthur, et reconnaître l'indépendance de la Corée, placée ensuite sous protectorat japonais, souscrire une indemnité de guerre de 740 millions de yuans et ouvrir sept ports aux commerçants japonais. Désormais, les Japonais, ainsi que les pays qui ont obtenu la clause de la nation la plus favorisée peuvent ouvrir des usines dans les ports concernés par le traité.
Le traité fut révisé le 23 avril 1895, par la triple intervention de la Russie, de l'Allemagne et de la France.